# Ivan Calin
Ivan Calin (en rumano: Ivan Calin, 10 de marzo de 1935 - 2 de enero de 2012) fue un político moldavo y soviético.

## Biografía
Nació en el pequeño pueblo de Plopi en el norte de Transnistria, en el subdistrito de Rîbnița, luego en la República Autónoma Socialista Soviética de Moldavia.
Se hizo primer ministro de la República Socialista Soviética de Moldavia hasta el 10 de enero de 1990.
Fue elegido como miembro del parlamento de Moldavia en las elecciones de 1998, la elección de 2005, de abril de 2009 y de julio de 2009.